# La Guineu: setmanari satíric-humorístic
La Guineu: setmanari satíric-humorístic va ser una publicació satírica sortida a Reus el 1918.

## Història
Dirigida per Joaquim Sagalà Guix, i amb tot de col·laboradors que sempre signen amb pseudònims: Mercurio, Sepán, Sombrilla, Bohemio... El número 1 va sortir el 13 de juliol de 1918, i el número 4 i últim el 3 d'agost del mateix any.
En la seva presentació ens revelava quines serien les seves intencions: La Guineu es dedicarà "a les senyores en particular, en aquestes xamoses noies reusenques, an aquest floret de modistetes que'ns deixen encisats, a les encantadores sastreses, an aquelles gorristes que […] en fi, a tot lo sexo bello..." En definitiva, com diu l'historiador i estudiós de la premsa satírica reusenca Marc Ferran, La Guineu només escriurà sobre les xafarderies locals.
El text era a 2 columnes i els exemplars de la revista tenien diferent paginació. El núm. 1, 16 pàgines, El 2 i el 3 12 pàgines i el núm. 4 i últim era un foli plegat en quatre parts i representava una esquela per la mort de La Guineu. Alguns textos eren escrits en castellà. S'imprimia a la Impremta La Fleca, sortia setmanalment i es venia a 15 cèntims.

## Localització
- Biblioteca Central Xavier Amorós.[3]